# Peckoltia multispinis
Peckoltia multispinis är en fiskart som först beskrevs av Holly 1929.  Peckoltia multispinis ingår i släktet Peckoltia och familjen Loricariidae. Inga underarter finns listade i Catalogue of Life.